# Ri Ji-ye
Ri Ji-ye (18 dicembre 1997) è una tiratrice a segno nordcoreana.

## Palmarès

### Mondiali
- 1 medaglia:
  - 1 argento (Campionati mondiali di tiro 2018 - Bersaglio mobile a squadre da 10 metri [2] )